# Вифорени (Ботошани)
Вифорени (рум. Viforeni) насеље је у Румунији у округу Ботошани у општини Горбанешти. Oпштина се налази на надморској висини од 154 m.

## Становништво
Према подацима из 2002. године у насељу је живело 28 становника, од којих су сви румунске националности.